# جوناثان سيكستون
جوناثان سيكستون (مواليد 11 يوليو 1986) هو لاعب اتحاد رغبي أيرلندي يلعب حالياً في نادي لينستر رغبي.

## وصلات خارجية
- جوناثان سيكستون عل موقع إسبنسكروم (الإنجليزية)
- جوناثان سيكستون على موقع ItsRugby.co.uk (الإنجليزية)